# LORAN-C-Sender Rantum
Der LORAN-C-Sender Rantum bei Rantum auf Sylt war die einzige Sendeanlage für das LORAN-C-Funknavigationssystem in Deutschland. Die Station wurde zunächst von der US Coast Guard, später von der Wasser- und Schifffahrtsdirektion Nord in Kiel betrieben. Ende 2015 wurde der Sendebetrieb eingestellt.

## Geschichte
Der LORAN-C-Sender Rantum wurde 1963 an der geographischen Position 54°48'29.9"N, 8°17'37.0"E  bei Puan Klent, auf halbem Weg zwischen Rantum und Hörnum in Betrieb genommen. Die Station war bis 1994 eine Dienststelle der U.S. Coast Guard, dann wurde die Anlage dem Gastland übergeben. 
Um nicht vollständig von den satellitengestützten Navigationssystemen GPS (USA) oder GLONASS (Russland) abhängig zu sein beschlossen die europäischen Länder Dänemark, Frankreich, Deutschland, Irland, die Niederlande und Norwegen 1992, ein gemeinsames LORAN-C System zu betreiben. Das System wurde als Northwest European LORAN-C System (NELS) bezeichnet. Die Stationen Sylt, Bø, Værlandet und Lessay lieferten seit September 2000 zudem Korrektursignale für die Satellitennavigation nach dem Eurofix-Verfahren (Differential Global Positioning System). Dadurch wurde eine Positionsbestimmung mit einer Genauigkeit von fünf Metern erreicht. Ab 1995 betrieb die Wasser- und Schifffahrtsdirektion Nord in Kiel die Station. Ende 2015 wurde der Sendebetrieb eingestellt.

## Sender
Der Sender verwendete bis Mitte der 1990er Jahre einen kapazitiv verlängerten, gegen Erde isolierten, abgespannten Stahlfachwerkmast von 190 m Höhe. 1996 wurde dieser Mast durch eine ähnliche, aber stabilere Neukonstruktion von 193 m Höhe ersetzt.
Der neue LORAN-C Sendemast Rantum war wie sein Vorgänger gegen Erde isoliert und kapazitiv mittels Schirmseilen elektrisch verlängert. Er wiegt 72 t und ist in vier Ebenen bei 60,52 m, 120,87 m, 154,95 m und 190 m abgespannt. Er hatte eine Ausgangsleistung von 250 kW und sendete auf der Frequenz 100 kHz.
In der Nacht des 6. August 2011 kam es zu einem Brand der Anlage.
Der Sendebetrieb wurde zum 31. Dezember 2015 um 11 Uhr UTC eingestellt, bis zur endgültigen Abschaltung wurde der "Blinkbetrieb" aufgenommen.

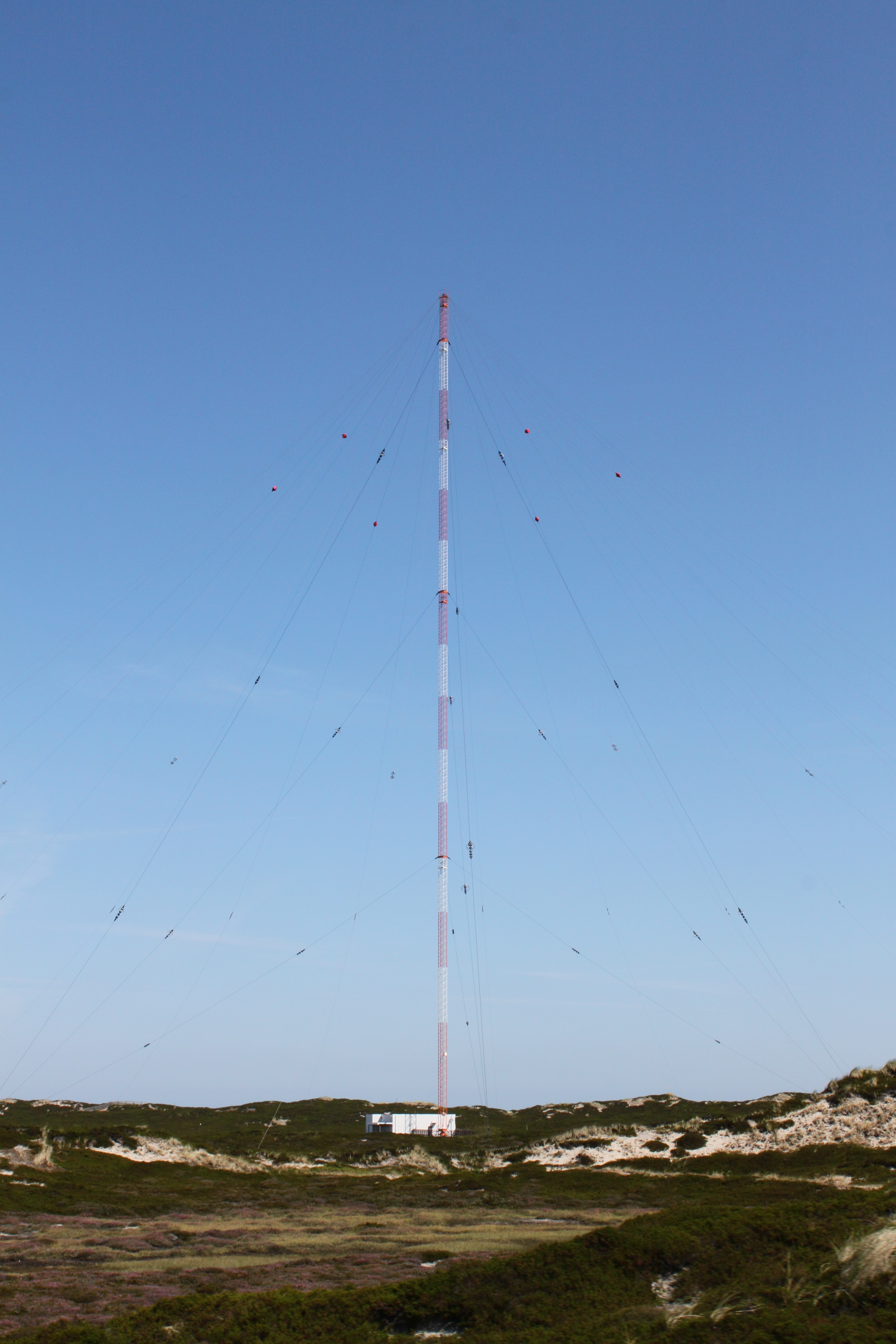
LORAN-C-Sender Rantum auf Sylt (2012)
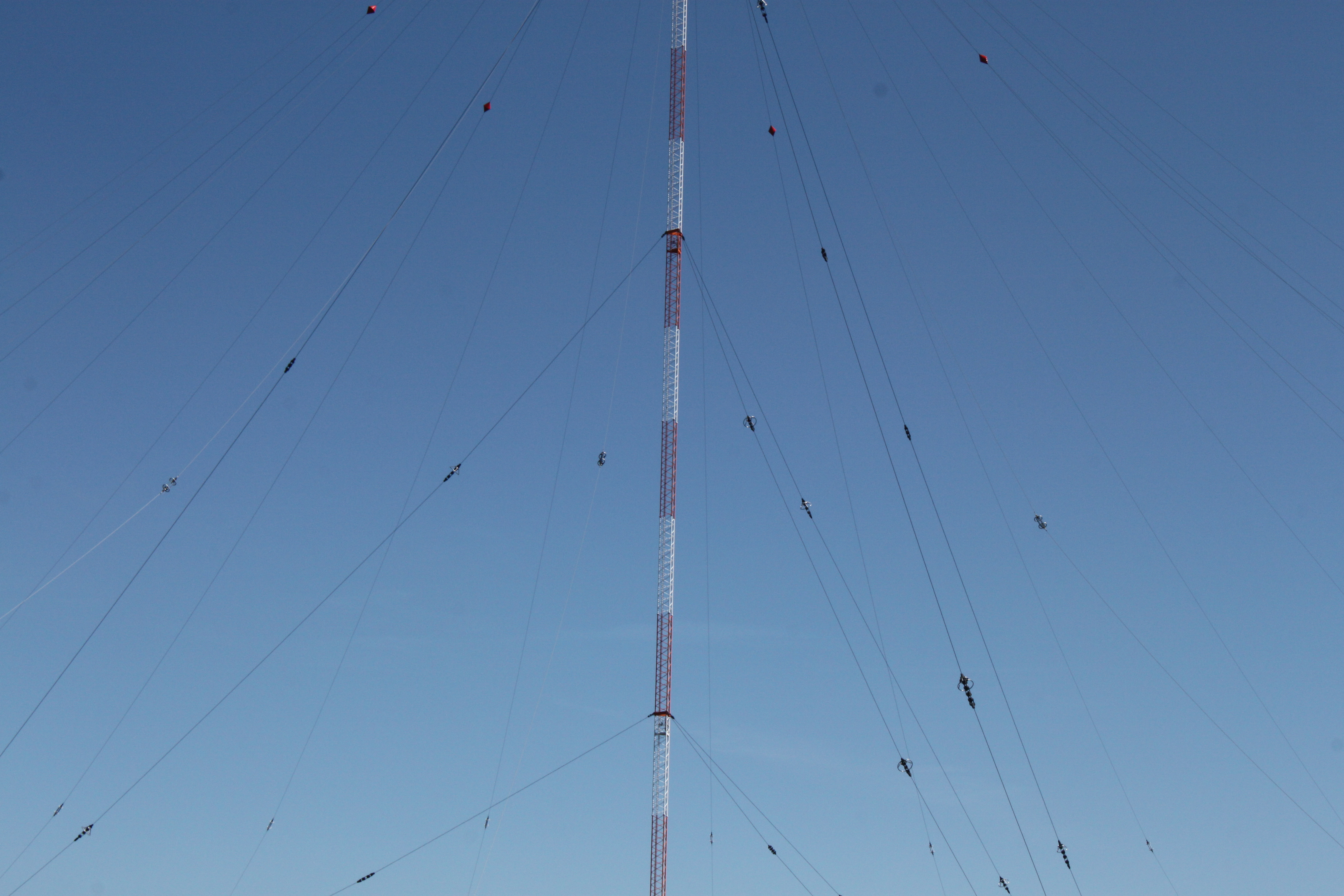
LORAN-C-Sender Rantum auf Sylt (2012)